# In My Country
Pour plus de détails, voir Fiche technique et Distribution.
In My Country (Country of My Skull) est un film britannico-irlando-sud-africain réalisé par John Boorman, sorti en 2004.
Il est présenté en compétition officielle à la Berlinale 2004.

## Synopsis
Le film se déroule lors des audiences de la Commission Vérité et Réconciliation (CVR) sud-africaine entre 1995 et 1996. La poètesse afrikaner Anna Malan (Juliette Binoche) est une animatrice sud-africaine qui couvre les audiences de la Commission vérité et réconciliation. Même si son mari lui apporte son soutien, son travail provoque des frictions avec ses parents et son jeune frère Boetie (Langley Kirkwood), qui ont du mal à accepter le régime de la majorité noire. En raison de l'augmentation de la criminalité et du vol de bétail, la famille de Malan ne sait pas exactement quelle est sa place dans l'Afrique du Sud post-apartheid.
Alors qu'elle assiste à une conférence de presse au Cap, Anna rencontre son collègue noir, l'ingénieur du son Dumi Mkhalipi (Menzi Ngubane). Elle rencontre également le journaliste afro-américain Langston Whitfield (Samuel L. Jackson), envoyé par le Washington Post pour interviewer l'ancien colonel de l'armée sud-africaine De Jager (Brendan Gleeson), accusé de violations des droits humains. Bien qu'initialement hostile envers les Sud-Africains blancs, en particulier les Afrikaners, Whitfield noue une relation de travail avec Anna et Dumi.
Anna, Dumi et Langston parcourent le pays pour couvrir les audiences de la Commission Vérité et Réconciliation. Les audiences s'articulent autour des concepts de justice réparatrice et d'Ubuntu ; la conviction qu'un lien universel relie toute l'humanité. La CVR implique des victimes témoignant de leurs expériences et des auteurs avouant leurs crimes en échange d'une offre d'amnistie. Alors que la plupart des auteurs sont blancs et que les victimes sont noires, une audience concerne un groupe de guérilleros noirs qui ont tué des membres d'une famille d'agriculteurs blancs. En raison de l'expérience afro-américaine du racisme aux États-Unis et du comportement impénitent de plusieurs auteurs, Whitfield est initialement dédaigneux envers le concept d'Ubuntu.
Au cours de leur travail, Whitfield se lie d'amitié avec Dumi et Anna. Lorsque leur voiture tombe en panne dans les gramadeolas, Anna et ses collègues sont obligés de passer la nuit ensemble chez un agriculteur afrikaner. Malgré leurs différences philosophiques, Anna et Whitfield en viennent à développer des sentiments amoureux l'un pour l'autre. En plus de couvrir les audiences de la CVR, Whitfield interviewe également De Jager, un raciste impénitent qui prétend qu'il suivait les ordres mais estime qu'il a été fait de lui un bouc émissaire par le gouvernement sud-africain.
Frustré par la réticence du Washington Post à mettre en avant les audiences de la CVR, Whitfield écrit un article sensationnaliste chargé de rhétorique incendiaire. Alors que l'article est publié à la une du Washington Post, Anna est furieuse et se dispute avec Whitfield. Les deux se réconcilient plus tard après qu'Anna l'ait convaincu que tous les Blancs ne sont pas coupables des crimes du régime de l'apartheid. Anna présente plus tard Whitfield à ses parents, qui l'aident à réévaluer sa vision de la société sud-africaine. En interviewant De Jager, Whitfield le convainc d'incriminer ses supérieurs, ce qu'il fait en échange d'une éventuelle offre d'amnistie de la CVR, et de se venger de leur bouc émissaire.
Grâce aux informations de De Jager, Langston et Anna découvrent une ferme près de la propriété familiale d'Anna qui a été utilisée par l'armée sud-africaine pour torturer et tuer les guérilleros du Congrès National Africain. Les deux découvrent également le cadavre d'un ancien guérillero. Grâce à cette découverte, De Jager est en mesure d'incriminer ses supérieurs. Cependant, sa demande d'amnistie est rejetée au motif que ses actes étaient « disproportionnés par rapport à l'objectif recherché ». Avant d'être emmené, De Jager dit à Anna d'interroger son frère sur les atrocités.
Lorsqu'Anna confronte Boetie au sujet de sa complicité dans les tortures, Boetie se suicide. Après les funérailles, la mère d'Anna avoue avoir eu une liaison extraconjugale avec un poète chilien. Cela amène Anna à avouer sa liaison amoureuse avec Langston à son mari. Alors qu'il était initialement en colère, le mari d'Anna trouve le pouvoir de pardonner à sa femme. Anna et Langston partent en bons termes. Alors que Langston conduit avec Dumi pour rendre visite à sa famille, Dumi est tué par un gang d'hommes pour se venger de ses actions antérieures en tant qu'informateur qui a trahi des personnes que la police a arrêtées et assassinées, malgré les affirmations de Dumi selon lesquelles il ne l'a fait que parce que la police avait menacé. sa famille. Ce meurtre amène Langston à réfléchir sur l'importance du pardon. Pendant ce temps, Anna réfléchit aux péchés de son peuple et implore le pays de leur pardonner.
Le post-scriptum mentionne que 21 800 victimes ont témoigné devant la Commission Vérité et Réconciliation et que 1 165 auteurs ont bénéficié d'une amnistie dans le cadre du processus de paix.

## Fiche technique
Sauf indication contraire, les informations mentionnées dans cette section peuvent être confirmées par la base de données cinématographiques IMDb,  présente dans la section « Liens externes ».
- Titre français et américain : In My Country
- Titre original : Country of My Skull
- Réalisation : John Boorman
- Scénario : Ann Peacock, d'après l'ouvrage La douleur des mots d'Antjie Krog
- Musique : Murray Anderson
- Photographie : Seamus Deasy
- Montage : Ron Davis
- Décors : Derek Wallace, Graeme Blem et Fred Du Preez
- Costumes : Jo Katsaras
- Production : Chris Auty, Sam Bhembe, John Boorman Jamie Brown, Robert Chartoff, Kieran Corrigan, Peter Fudakowski, Michael L. Games, Niles E. Helmboldt, Lynn Hendee, Mike Medavoy, Neil Peplow, Duncan Reid, Mfundi Vundla et David Wicht
- Sociétés de production : Chartoff Productions, Film Afrika Worldwide, Film Consortium, Industrial Development Corporation of South Africa, Merlin Films, Phoenix Pictures, Studio Eight Productions et UK Film Council
- Distribution : Sony Pictures Classics (Etats-Unis)
- Pays d'origine :  Royaume-Uni,  Irlande,  Afrique du Sud
- Format : Couleurs - son Dolby Digital
- Genre : drame
- Durée : 105 minutes
- Dates de sortie[1] :
  -  Allemagne : 7 février 2004 (Berlinale - compétition officielle)
  -  France : 1er juin 2005 (1re diffusion TV)
  -  Royaume-Uni : 11 mars 2006 (sortie limitée)

## Distribution
- Samuel L. Jackson (VF : Thierry Desroses) : Langston Whitfield
- Juliette Binoche : Anna Malan
- Brendan Gleeson : le colonel De Jager
- Menzi Ngubane : Dumi Mkhalipi
- Sam Ngakane : Anderson
- Aletta Bezuidenhout : Elsa
- Lionel Newton : Edward Morgan
- Langley Kirkwood : Boetie
- Owen Sejake : le révérend Mzondo
- Harriet Lenabe : Albertina Sobandia
- Louis Van Niekerk : Willem Malan
- Jeremiah Ndlovu : le vieil homme
- Fiona Ramsey : Felicia Rheinhardt
- Dan Robbertse : De Smidt
- Robert Hobbs : Van Deventer
- Connie Chiume : Virginia Tabata
- Garrick Hagon : le pilote
- Nelson Mandela : lui-même (images d'archives)

## Production

### Genèse et développement
Le scénario est inspiré du livre non fictionnel Country of My Skull (en) (1998) de la journaliste et poétesse Antjie Krog, publié en France sous le titre La douleur des mots. L'ouvrage revient sur la commission de la vérité et de la réconciliation pour mettre fin à l'apartheid en Afrique du Sud.
Jon Voight est initialement pressenti pour tenir le rôle du colonel de Jager. Le rôle revient finalement à Brendan Gleeson, qui avait déjà joué dans les deux précédents films de John Boorman, Le Général (1998) et Le Tailleur de Panama (2001).

### Tournage
Le tournage a lieu en mars 2003. Il se déroule en Afrique du Sud : Le Cap, Stellenbosch, Paarl, Malmesbury et la montagne de la Table.